# Торфопредприятие
Торфопредприя́тие — предприятие по добыче и переработке торфа: для сельскохозяйственных нужд (употребление торфа как органического удобрения), а также для его использования в качестве топлива в котлах.

## Торфопредприятие
Торф добывают открытым способом. Добыча торфа ведётся двумя основными способами: фрезерным и гидравлическим. При фрезерном способе торф послойно срезается. При гидравлическом способе торф заливают водой, получившуюся массу откачивают торфрнасосом, а затем сушат. При добыче торфа часто использовались узкоколейные железные дороги. После добычи торфа остаются обширные карьеры, обычно заполненные водой.
Торф, используемый как топливо, прессуется в торфобрикеты, размером и формой напоминающие кирпичи, что делает более удобным его использование в котлах. Торфопредприятия распространены в регионах, где имеются большие залежи торфа (например, Беларусь, Тверская область), а также по тем или иным причинам нет возможности провести природный газ или добывать каменный уголь. Зачастую добыча торфа экономически целесообразнее добычи угля, так как она осуществляется с меньшими затратами, в частности из-за открытого способа разработок сырья, залегающего непосредственно у поверхности. Наибольшее развитие торфяная промышленность получила в 1950—1980-е годы. В настоящее время освоенные запасы в значительной степени выработаны, масштабы добычи небольшие, не покрывающие запросов крупных потребителей. Также и развитие сети газопроводов, благоустройство населённых пунктов и уменьшение потребностей населения в твёрдом топливе, перевод ТЭЦ и тепловых электростанций на более дешёвый газ и доступные в промышленных масштабах уголь и мазут, во многом обусловили снижение спроса на торф как топливо. Однако в последнее время на фоне растущих в России цен на энергоносители (природный газ) наблюдается возрастание интереса к использованию торфа в качестве топлива, в частности, к его опосредованному использованию — используется не сам торф, а синтетические продукты его переработки, что является более экологичным и выгодным процессом.

## Торфопредприятия России
- Альцевское торфопредприятие
- Богородское торфопредприятие
- Параньгинское торфопредприятие
- Дымное торфопредприятие (Светлополянск — болота)
- Пищальское торфопредприятие
- Гороховское торфопредприятие
- Керженское торфопредприятие
- Мокеиха-Зыбинское торфопредприятие
- Гусевское торфопредприятие «Владимир-Торф»
- Пельгорское торфопредприятие
- Ронгинское торфопредприятие
- Ранцевское торфопредприятие
- Торфопредприятие «Васильевский Мох»
- Торфопредприятие ООО «Велторф»
- Солотчинское торфопредприятие (Ласковский участок)
- Мещерское торфопредприятие
- Кушаверское торфопредприятие
- Тёсово торфопредприятие
- Редчинское торфопредприятие
- Рославльское торфопредприятие
- Бельниковское торфопредприятие
- Отворское торфопредприятие
- Торфопредприятие «Гладкое»
- Торфопредприятие «Ларьян»
- Торфопредприятие Заплюсское
- Коптевское торфопредприятие
- Тейковское торфопредприятие

## Фотогалерея
- Окараванивающие машины ОФ-8
- Вагоны для перевозки торфа
- Торфозавод в пос. Октябрьский
- Торфобрикетный завод в пос. Керженец
- Промышленная уборка торфа на болоте Аллен. Bord na Móna
- Торфоперегруз брикетного завода
- Промышленная уборка торфа на болоте Ценас, Латвия